# Тундутов, Давид Цанджинович
Давид Цанджинович Тунду́тов (1860 — 1907) — калмыцкий нойон (князь), член I Государственной думы от Астраханской и Ставропольской губерний, крупный землевладелец.

## Биография
Окончил Лицей в память цесаревича Николая (1879), затем слушал лекции в иностранных университетах.
Был членом Конституционно-демократической партии. В 1906 году был избран членом Государственной думы от кочевых племен Астраханской и Ставропольской губерний, вошел в конституционно-демократическую фракцию. Состоял членом аграрной комиссии.

## Семья
Жена — Эльзята Бегалиевна Тундутова (урождённая Онкорова). Выпускница Смольного института благородных девиц, была членом Русского географического общества.
Сын Данзан (1888—1923) — воспитанник Пажеского корпуса, участник Первой мировой войны и Белого движения, один из основателей Астраханской армии.